# Halurgita
La halurgita és un mineral de la classe dels borats. Va rebre el nom per V.V. Lovanova l'any 1962 en honor a l'Institut d'Alurgia de Sant Petersburg, a Rússia, pels seus importants estudis sobre els dipòsits salins.

## Característiques
La halurgita és un borat de fórmula química Mg₄(H₂O)₄[B₈O₁₃(OH)₂]₂·3H₂O. Es tracta d'una espècie aprovada per l'Associació Mineralògica Internacional, i publicada per primera vegada el 1962. Cristal·litza en el sistema monoclínic. La seva duresa a l'escala de Mohs es troba entre 2,5 i 3.

## Formació i jaciments
Va ser descoberta al dom de sal de Chelkar, a la vall d'Aksai, dins la localitat de Shalkar (Província d'Aktobé, Kazakhstan), on es troba en forma de masses de gra fi en intersticis d'halita, tractant-se de l'únic indret de tot el planeta on ha estat descrita aquesta espècie mineral.